# Лужки (заказник, Вінницька область)
Лужки — ботанічний заказник місцевого значення.
Оголошений відповідно до рішення 11 сесії Вінницької обласної ради 23 скликання від 17.12.1999 р. Розташований на території Томашпільського району Вінницької області на південно-східній околиці с. Вила. Охороняється ділянка природної степової рослинності на виходах вапнякових порід.